# Star Raiders (1979)
Star Raiders ist ein Computerspiel von Douglas Neubauer und eines der ersten, die für die Heimcomputer Atari 400 und 800 veröffentlicht wurden. Thematisch und visuell ist es an die Fernsehserie Raumschiff Enterprise und den Kinofilm Krieg der Sterne angelehnt. Bereits 1979 einem breiteren Publikum vorgestellt, entwickelte sich das von Atari, Inc. vertriebene Weltraumkampfspiel mit strategischen Elementen ab 1980 rasch zu einem Verkaufserfolg.
Die in Egoperspektive gezeigte Weltraum-Spielumgebung ist vergleichsweise primitiv – Himmelskörper beispielsweise werden lediglich niedrig aufgelöst, als Bildpunkte, dargestellt – zu ihrer Zeit jedoch war die Verwendung dreidimensionaler Grafik neuartig und wegweisend. Auch wegen seiner damals unerreichten Spieltiefe wird Star Raiders daher rückblickend als Klassiker der Videospielgeschichte gesehen. Beispielsweise zählt die US-amerikanische Stanford University das Spiel in ihrer 2007 veröffentlichten History of Science and Technology Collections zu den zehn wichtigsten Computerspielen der Geschichte.
1982 erschienen Umsetzungen für die Spielkonsolen Atari 2600 und Atari 5200, 1986 für den Heimcomputer Atari ST.

## Entwicklung
Während der Entwicklungsarbeiten am Heimcomputer Atari 800 begann der Ingenieur Douglas Neubauer Ende 1978 mit ersten softwarebasierten Tests. Damit sollte die einwandfreie Funktion der Hardwarearchitektur mit ihren verschiedenen neuartigen elektronischen Spezialbausteinen POKEY, ANTIC und CTIA sichergestellt werden. Da viele der zu prüfenden Funktionalitäten zur Erstellung von Spielen konzipiert worden waren, beschloss Neubauer eigenverantwortlich, zukünftige Tests in einem von ihm zu programmierendem Spiel zusammenzufassen. Dies sollte zudem eine einfache Demonstration der grafischen Möglichkeiten des neuen Computers ermöglichen. Als Grundlage wählte Neubauer das auf damaligen Großrechnern laufende und bei Studenten sehr beliebte, textbasierte Strategiespiel Star Trek, das thematisch wiederum auf der gleichnamigen Fernsehserie basiert. Die darin enthaltenen, noch stark abstrahierten und zudem rundenbasierten Weltraumkampfszenen plante er mit Hilfe von Ataris neuer, leistungsfähiger Hardware durch solche in einer dreidimensionalen Echtzeitumgebung zu ersetzen. Als visuelle Inspiration dienten der kurz zuvor erschienene Film Star Wars und ein von Neubauer nicht näher spezifizierter Spielhallenautomat. Erste Arbeiten am Spiel begannen Anfang 1979 auf einem Atari-800-Entwicklungssystem mit noch handverdrahteten Spezialbausteinen.

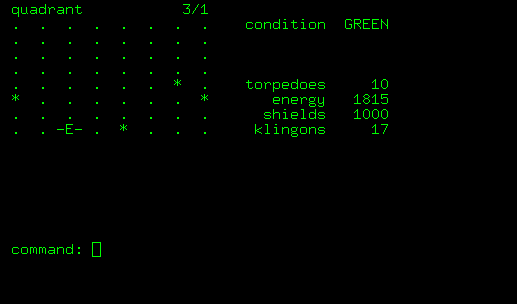
Screenshot des Vorläuferspiels Star Trek in Textdarstellung

Neubauer entschied sich, die im Spiel geplante 3D-Umgebung in Egoperspektive, d. h. aus Sicht des Spielers darzustellen. Sämtliche grafische Grundlagen und dafür benötigte mathematische Formeln musste sich Neubauer zunächst aufwendig in Eigenregie erarbeiten, da die im Atari 800 verbaute Technik 3D-Darstellung durch beispielsweise spezielle Grafikprozessoren nicht unterstützt. Die Berechnungen zur Änderung der dreidimensionalen Spielwelt und deren Darstellung in Egoperspektive übernimmt vielmehr der Hauptprozessor des Computers, der MOS 6502. Da dessen Rechenkapazität begrenzt ist, vereinfachte Neubauer die grafischen Elemente stark und nutzte spezielle Techniken, um flüssig erscheinende Bewegungen im Spiel realisieren zu können. So werden weit vom Raumschiff entfernte Himmelskörper nur stark schematisiert, als einzelne Pixel, und Explosionen als Punktewolken dargestellt. Für näher gelegene Objekte wie Meteore, Zylonenschiffe, Sternenbasen und Photonentorpedos wird vollständig auf eine eigene dreidimensionale Modellierung verzichtet. Stattdessen wird lediglich ihre Position innerhalb der dreidimensionalen Umgebung berechnet und anschließend ein je nach Entfernung größenangepasstes zweidimensionales Abbild in die dreidimensionale Darstellung kopiert. Dabei wird zudem auf Sprites (im Atari-Jargon als Player/Missiles bezeichnet) zurückgegriffen, deren Verwendung ebenfalls den Hauptprozessor entlastet. Die von Neubauer im Nachhinein als provisorisch bezeichneten eigenen Programmlösungen („Hacks“) führten insbesondere bei den Explosionsanimationen zu Verlangsamungen der Anzeige. Weitere Probleme bereitete die auf 8192 Byte beschränkte maximale Größe des Programms, wodurch erzählerische Zwischensequenzen und umfangreichere Toneffekte entfielen. Bereits im Mai 1979 konnte ein Prototyp des Spiels zusammen mit Vorserienmustern des Atari-800-Computers auf der US-amerikanischen Computermesse West Coast Computer Faire vorgeführt werden.
Im August 1979 verließ Neubauer aus privaten Gründen Atari. Letzte Arbeiten am weitestgehend fertiggestellten Spiel wurden in den darauffolgenden Monaten von Atari abgeschlossen und das Spiel im Januar 1980 auf der damals bedeutendsten Unterhaltungselektronikmesse, der Consumer Electronics Show, im US-amerikanischen Las Vegas präsentiert. Im März erhielt die Spielebezeichnung Star Raiders den Status eines Warenzeichens. Vereinzelt wird der offizielle Verkaufsstart des Spiels ebenfalls mit März angegeben, der Großteil der Publikationen zum Thema geht jedoch von einem früheren Termin noch im Jahr 1979 aus.

## Vermarktung und Portierungen

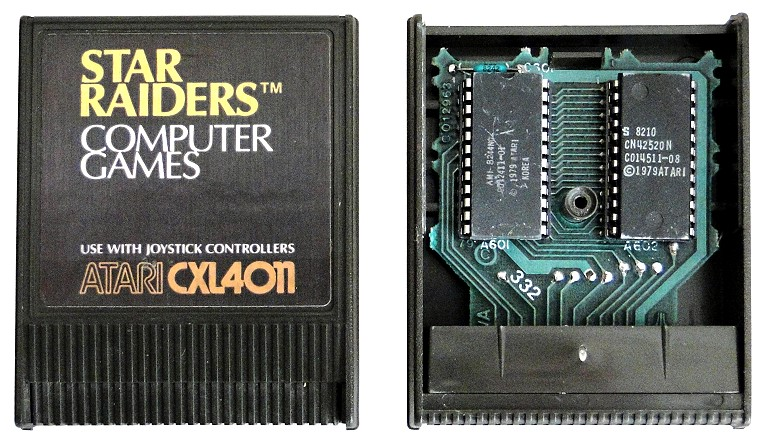
Atari-Spiel Star Raiders als Steckmodul. Das rechte Bild zeigt die im Inneren verbaute Platine mit zwei ROM-Bausteinen, die das Programm und die Daten enthalten.

Für den Vertrieb von Star Raiders wählte Atari zunächst das einfach zu handhabende, dafür aber teure Steckmodul als Datenträger. Im Gegensatz zu damals ebenfalls üblichen, aber wesentlich günstigeren Kompaktkassetten und Disketten zeichnete sich ein Steckmodul vor allem durch die höhere Zuverlässigkeit aus. Zudem stand der Programminhalt unmittelbar nach Einschalten des Computers zur Verfügung, minutenlange Ladezeiten wie etwa bei Benutzung von Kompaktkassetten entfielen damit. Das von Atari gelieferte Steckmodul enthält zwei je 4096 Byte umfassende, nur lesbare Speicherbausteine (ROM), in denen die Daten und der Programmcode von Star Raiders hinterlegt sind. Der modular aufgebaute Programmcode enthält die gesamte Spielsteuerung, darunter die Algorithmen zur künstlichen Intelligenz für die Bewegung der Zyloneneinheiten, die Routinen zur Erzeugung der Grafik und zur Verarbeitung beispielsweise von Benutzereingaben. Zusammen mit einer zwölfseitigen Anleitung und einer durch den Künstler McCormack gestalteten Verpackung kostete das Steckmodul 59,95 US-Dollar. Ab 1981 war Star Raiders auch als Bündelangebot mit dem Arcadespiel Missile Command und zwei Joysticks erhältlich, ab 1983 stattdessen mit dem Arcadespiel Pac-Man. 1986 legte Atari Star Raiders als Kassettenversion neu auf. Im selben Jahr erschien der offizielle Nachfolger Star Raiders II.
Auf der Consumer Electronics Show im Juni 1982 präsentierte Atari erstmals die hauseigene Umsetzung des Spiels für die populäre Spielkonsole Atari 2600. Durch die geringe Leistungsfähigkeit des bereits 1977 erschienenen Geräts war diese von Carla Meninsky durchgeführte Portierung mit Einschränkungen sowohl audiovisueller als auch spieltechnischer Natur verbunden. Da die Konsole im Gegensatz zu den Heimcomputern über keine eigene Tastatur zur Steuerung verfügt, lieferte Atari das Spiel im Spätherbst 1982 zusammen mit einem speziellen Bedienpult, dem Video Touch Pad CX-21, aus. Weihnachten desselben Jahres erschien eine Umsetzung für die kurz zuvor in den USA eingeführte Spielekonsole Atari 5200. Bis auf kleinere grafische Verbesserungen war diese von Joe Copson erstellte Version mit der für die Heimcomputer weitestgehend identisch. 1986 veröffentlichte Atari unter gleichem Spielnamen eine weitere, audiovisuell aufgewertete Version für den Atari ST. Verantwortlich für die programmtechnische Umsetzung zeichnete Robert Zdybel, Bilder und Animationen wurden von Jerome Domurat beigesteuert.

## Handlung und Spielprinzip
Der Spieler schlüpft in die Rolle des Piloten von Cruiser 7, einem Raumschiff der galaxiebeherrschenden Atari-Federation. Es gilt, die Invasion der feindlich gesinnten Zylonen abzuwehren und die eigenen Sternenbasen zu verteidigen. Dabei navigiert der Spieler durch verschiedene Bereiche der Heimatgalaxie mit dem Ziel, gegnerische Geschwader zu stellen und zu vernichten. Die Auswahl der zu verteidigenden Gebiete erfordert strategische Überlegungen, beispielsweise um das Umstellen von Sternenbasen durch den Feind zu verhindern und sich somit Nachschubwege und Reparaturmöglichkeiten offenzuhalten. Die innerhalb eines ausgewählten Gebietes in dreidimensionaler Umgebung stattfindenden Gefechte erfordern dagegen Geschicklichkeit und eine gute Hand-Auge-Koordination. So muss der Spieler beispielsweise Meteoren und feindlichem Beschuss ausweichen, gleichzeitig aber auch mittels Photonentorpedos gegnerische Raumschiffe ausschalten. Sind sämtliche Zylonengeschwader vernichtet, ist das Spielziel erreicht. Haben die feindlichen Zylonen alle Sternenbasen vernichtet oder eingenommen, ist das Spiel ebenfalls beendet.

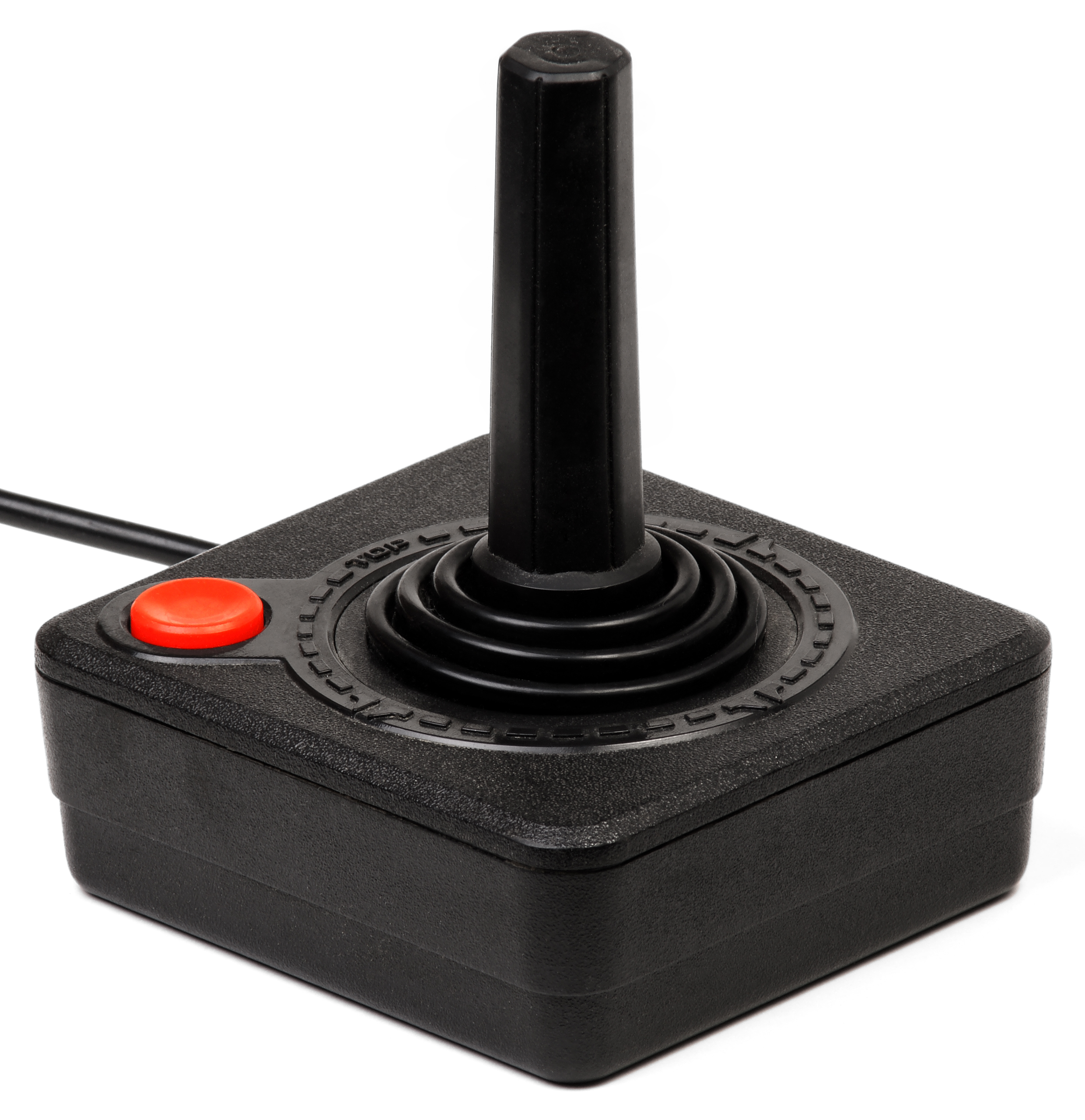
Atari-Joystick
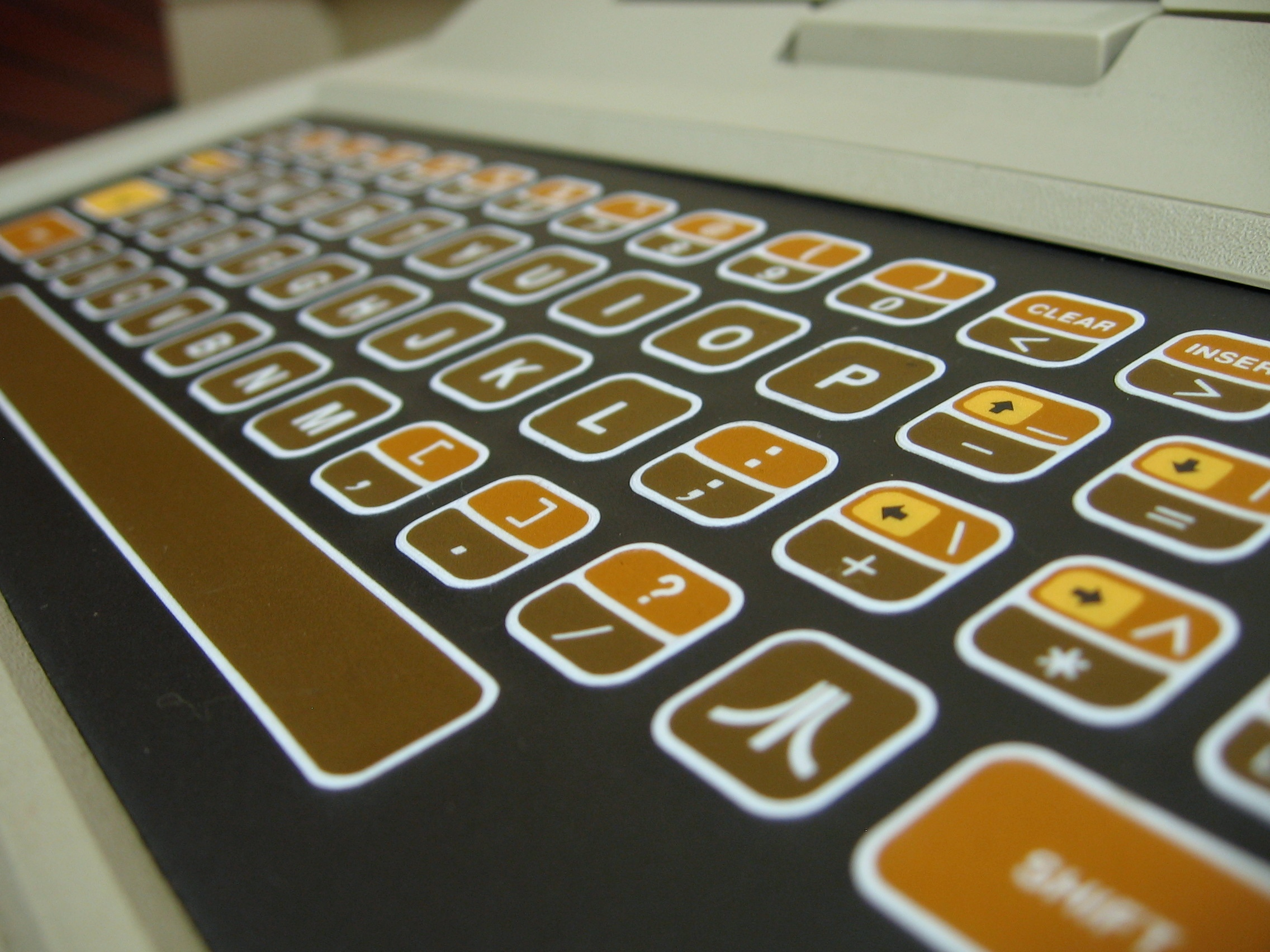
Atari-400-Tastatur

Der strategische Teil des Spiels wird mithilfe der Galaktischen Karte (englisch Galactic Chart), die vom Spieler aufgerufen werden kann, gesteuert. Diese bildschirmfüllende zweidimensionale Karte ist wiederum in verschiedene Sektoren, die Quadranten, unterteilt. Jeder dieser kästchenförmig dargestellten Quadranten kann ein Symbol enthalten, das stellvertretend für darin enthaltene Einheiten wie Sternenbasen, Zylonenschiffe oder das eigene Raumschiff steht. Sämtliche Positionsänderungen des eigenen Raumschiffs innerhalb der Galaxie werden mithilfe dieser Karte gesteuert, die Bewegung der feindlichen Einheiten übernimmt dagegen der Computer mithilfe künstlicher Intelligenz. Zur Quadrantenänderung wird ein blinkender Cursor, der das eigene Raumschiff symbolisiert, durch einen Joystick auf den anzufliegenden Quadranten bewegt und der Flug dorthin eingeleitet. Das Spiel geht nun in einen anderen visuellen Modus über. Innerhalb dieser dreidimensionalen Sternenfelddarstellung wird zunächst der überlichtschnelle Sprung zum Zielquadranten durch die aus der Fernsehserie Raumschiff Enterprise bekannte Hyperwarp-Animation begleitet, um die Immersion zu verstärken. Nach der Ankunft im Zielsektor geht das Spiel zum Action-orientierten Teil, dem Gefecht, über.
In der dreidimensionalen Sternenfelddarstellung, die im gesamten Gefechtsteil des Spiels Verwendung findet, sieht der Spieler lediglich die unmittelbare stellare Umgebung des Raumschiffs und diese aus der vom Film Krieg der Sterne bekannten Egoperspektive eines Piloten. Durch Joystickbewegungen kann das Raumschiff frei in alle Richtungen gedreht werden und mithilfe der Computertastatur beschleunigt oder abgebremst werden. Ein kleiner Bereich des unteren Bildschirmteils stellt dabei stark schematisiert die Fluginstrumenten- und Schadensanzeigen sowie eine Minikarte dar. Letztere zeigt die Anwesenheit und relative Position von feindlichen Raumschiffen in unmittelbarer Nähe zum eigenen Raumschiff. Ein in Bildschirmmitte befindliches Fadenkreuz ermöglicht das Anvisieren und Beschießen eines feindlichen Raumschiffes. Befinden sich die feindlichen Kräfte dagegen außerhalb der eigenen Sichtweite, kann durch Tastendruck zu einer weiteren Übersichtskarte – dem Long Range Sector Scan – gewechselt werden. Diese zeigt die Positionen aller wichtigen Einheiten im aktuellen Quadranten und erleichtert das Stellen des Gegners. Hat das eigene Raumschiff nach den sich anschließenden Zweikämpfen Schaden genommen oder geht der Treibstoff zur Neige, muss der Spieler eine Sternenbasis zum Reparieren bzw. Nachtanken aufsuchen und gegebenenfalls vorher unter Zuhilfenahme der Galaxiekarte den Quadranten wechseln. Bis auf die Richtungsänderung des Raumschiffs und das Abschießen der Photonentorpedos erfolgt die Steuerung des Geschehens im Gefechtsteil mithilfe der Computertastatur.
Im Gegensatz zu den meisten anderen zeitgenössischen Arcade- und Computerspielen werden nach Spielende keine Punkte vergeben, sondern dem Spieler wird gemäß seiner Leistung ein Rang zugewiesen. Dieser reicht vom Galactic Cook Class 5 (deutsch Galaktischer Koch fünfter Klasse) bis zum Star Commander Class 1 (deutsch Sternenkommandant erster Klasse), der höchstmöglichen Einstufung. Diese Bewertung hängt von verschiedenen Faktoren ab, beispielsweise von der Zeitdauer einzelner Gefechte und erlittenen Beschädigungen am eigenen Raumschiff. Zur Bewältigung der Spielaufgaben stehen innerhalb einer Echtzeit-Umgebung mehrere visuelle Modi und Hilfsmittel zur Verfügung. Verschiedene bei Start des Spiels wählbare Schwierigkeitsgrade erfordern unterschiedlich gut ausgeprägte Fähigkeiten seitens des Spielers. Ein Abspeichern des Spielstands ist nicht möglich.

## Rezeption

### Zeitgenössisch
Bereits vor dem offiziellen Verkaufsstart sorgte Star Raiders, das von Ataris Personal „stolz“ auf mehreren Computermessen präsentiert wurde, für großes Aufsehen und für umlagerte Ausstellungsstände. Die Fachpresse nahm ebenfalls Notiz von dem noch unveröffentlichten Spiel, das einer ersten Einschätzung der US-amerikanischen Computerzeitschrift SoftSide Magazine nach „so gut war, dass nicht einmal der Versuch gemacht werden soll, es zu beschreiben“.
Ab dem Frühjahr 1980 folgten in den USA detailliertere Rezensionen. Diese bescheinigten dem Spiel unter anderem, die technischen Möglichkeiten der neuen Atari-Heimcomputer voll zur Geltung zu bringen. Weiter wurde die „brillante“ und „atemberaubende“ audiovisuelle Präsentation hervorgehoben. Die farbige Darstellung – zur damaligen Zeit für Heimcomputerspiele nicht selbstverständlich – und vor allem die neuartigen dreidimensionalen Spielszenen mit der „stimmigen“ Geräuschuntermalung suchten nach Meinung der Kritiker unter anderen Heimcomputern und Videospielkonsolen ihresgleichen. Der größten Konkurrenz, den damals sehr beliebten Arcadeautomaten, sei Star Raiders in grafischer und tontechnischer Sicht zwar höchstens ebenbürtig, in der Spieltiefe jedoch weit überlegen. Dieses strategische Element von Star Raiders, der einstellbare Schwierigkeitsgrad und das Bewertungssystem garantierten nach Meinung vieler Rezensenten langanhaltenden Spielspaß. Alles in allem sei Star Raiders sehr vielseitig und biete jedem etwas, der Kauf wurde empfohlen.
Das Spiel entwickelte sich rasch zu einem großen Verkaufserfolg. Ähnlich dem Anwendungsprogramm Visicalc für den Apple II war Star Raiders nach Ansicht vieler zeitgenössischer US-Beobachter innerhalb kurzer Zeit zum stärksten Kaufargument für Ataris Heimcomputer geworden. Die außergewöhnlich hohe Popularität von Star Raiders, das im Frühjahr 1981 von der US-amerikanischen Zeitschrift Byte sogar als bestes Spiel aller Zeiten bezeichnet wurde, schlug sich ebenfalls in den Leser-Beliebtheitsumfragen diverser Computerzeitschriften wieder. Im US-amerikanischen Computermagazin Electronic Games beispielsweise belegte Star Raiders über einen Zeitraum von mehreren Jahren hinweg eine Spitzenplatzierung. Dieselbe Zeitschrift maß dem von ihr als „revolutionär“ betitelten Star Raiders Ende 1982 zudem eine historische Bedeutung zu:

“Yet Star Raiders is more than just a great game. It also has its share of historical importance. Its introduction sent shock waves throughout the electronic games world…”

„Und doch ist Star Raiders mehr als nur ein großartiges Spiel. Es ist vielmehr auch von historischer Bedeutung. Sein Erscheinen löste Schockwellen in der Welt der elektronischen Unterhaltung aus …“

Die deutsche Zeitschrift Spielbox billigt dem Spiel Ende 1982 eine „Spitzenstellung“ unter den Telespielen zu. Das Spiel sei „in allen Einzelheiten gut durchdacht“ und erfordere nicht nur „erhebliches manuelles Geschick“, sondern vor allem in den höheren Spielstufen auch taktische Überlegungen und Entscheidungen, die „rasch“ getroffen werden müssen. Die optischen und akustischen Eindrücke seien so stark, dass der Spieler „viel stärker noch als bei anderen Solitaire-Spielen“ von seiner Umwelt isoliert werde. Die lange Spieldauer allerdings hätte viele befragte „Erwachsene“, die durchweg von der technischen Realisierung angetan waren, vom Durchspielen abgehalten. „Jugendliche“ dagegen würde die Möglichkeit, es „bis zum Star Commander zu bringen“, zu einem ständigen „Spieletraining“ motivieren.
Anfang 1983 zählte Star Raiders der britischen Fachzeitschrift Your Computer zufolge für viele nach wie vor zu den besten Spielen, eine Ansicht, die auch noch ein Jahr später von den US-amerikanischen Computerzeitschriften Antic und St. Game geteilt wurde.

### Retrospektiv
Rückblickend wird Star Raiders häufig im Zusammenhang mit der allgemeinen Videospielgeschichte rezipiert. Bereits 1985 bezeichnete der Sozialpädagoge Jürgen Fritz das Spiel als „Weltraumspiel“, das aber im Gegensatz zu den Münzautomatenspielen wie Space Invaders neuer und „vielschichtiger“ sei. Fritz schrieb weiter, dass Spiele wie Star Raiders einen qualitativen Sprung in der Entwicklung der Videospiele markieren würden, nämlich von „eher reaktiven Geschicklichkeitsspielen“ hin zu „Simulationsspielen“. Mediales Vorbild seien die „zahllosen Weltraumfilme“ mit ihren phantastischen Gefechtsfeldern und Filmhelden, deren Rolle nun der Spieler „aktiv“ übernehme.
Nach Meinung vieler Autoren unterscheiden sich später herausgegebene Weltraumspiele wie Elite (1984), Wing Commander (1990), Star Wars: X-Wing (1993) und die Freespace-Reihe (1998) nur graduell von Star Raiders. So seien mit der Zeit lediglich zusätzliche Handlungsstränge, verfeinerte Grafiken und ausgefeiltere spielerische Elemente hinzugekommen. Die frei erkundbare Spielwelt und alle anderen grundlegenden Spielmechaniken habe aber bereits Star Raiders in sich vereint. Aus diesem Grund gilt Star Raiders vielen als Begründer des Genres der 3D-Weltraumkampfspiele (englisch 3D space combat game). Darüber hinaus habe die Einführung der Egoperspektive in die Computerspielwelt durch Star Raiders zu einem großen Entwicklungsschub bei Simulationsspielen im Allgemeinen geführt. Dieser große Einfluss von Star Raiders – Chris Crawford nennt das Spiel im Jahr 2003 einen „Meilenstein der Computerspielgeschichte“ – mache es zu einem Klassiker unter den Videospielen und kulturhistorisch bedeutsam. 2007 zählte die Stanford University Star Raiders in ihrer History of Science and Technology Collections zu den zehn wichtigsten Computerspielen der Geschichte.